# مايك موني
مايك موني (بالإنجليزية: Mike Mooney)‏ هو لاعب كرة قدم أمريكية أمريكي، ولد في 31 مايو 1969 في بالتيمور في الولايات المتحدة، وتوفي في 6 مارس 2007 في ويستمينستير في الولايات المتحدة.

## وصلات خارجية
- مايك موني على موقع مرجع كرة القدم المحترفة.كوم (الإنجليزية)